# اعتلال الأوعية الدقيقة
اعتلال الأوعية الدقيقة (المعروف أيضًا باسم مرض الأوعية الدموية الصغيرة، أو مرض الأوعية الصغيرة (SVD) أو خلل وظيفي للأوعية الدموية الصغيرة) هو مرض يصيب الشعيرات، وهي أوعية دموية صغيرة في الدورة الدموية الدقيقة.يمكن مقارنتها باعتلالات الأوعية الكبيرة مثل التصلب العصيدي، حيث تتأثر الشرايين الكبيرة والمتوسطة الحجم (على سبيل المثال، الشريان الابهري، والشريان السباتي والشريان التاجي) بشكل أساسي.
تؤثر أمراض الأوعية الدموية الصغيرة (SVDs) بشكل أساسي على الأعضاء التي تتلقى أجزاء كبيرة من النتاج القلبي مثل الدماغ والكلى والشبكية. وبالتالي، فإن أمراض الأوعية الدموية الصغيرة هي سبب رئيسي في الحالات المنهكة مثل الفشل الكلوي وضعف البصر وسكتة الدماغية الجوبية والخرف.

## أنواعه
تمتد الإصابة بخلل الشعيرات الدموية الصغيرة لتشمل مجموعة متنوعة من الأمراض المختلفة بما في ذلك:
- اعتلال الأوعية الدموية الصغيرة السكري، بشكل رئيسي اعتلال الشبكية السكري، اعتلال الكلية السكري، واعتلال الأعصاب السكري. ومع ذلك، لا يقتصر الخلل الوظيفي للأوعية الدموية الصغيرة السكري على العينين والكلى والأعصاب، بل يمكن أن يؤثر أيضًا على أعضاء أخرى مثل الجلد والعضلات والقلب والدماغ.[3]
- أمراض الشريان التاجي الشعري (CMDs)، وهي مجموعة من الحالات التي تصيب الأوعية الدموية الصغيرة في القلب وتشمل الذبحة الصدرية الشعيرية، والتي كانت تُعرف سابقًا باسم متلازمة القلب X.[4]
- أمراض الأوعية الدموية الصغيرة الدماغية (CSVDs)، والتي تشمل CSVD المرتبطة بتصلب الشرايين كما في ارتفاع ضغط الدم، و CSVD المرتبطة باعتلال الأوعية الدموية الخلقي كما في مرض الزهايمر وغيرها من CSVDs الوراثية والالتهابية والمناعية.[5]
- اعتلالات الأوعية الدموية التخثرية، اعتلال الأوعية الدموية التخثرية الكاذبة واعتلالات الأوعية الدموية الصغيرة في نطاق واسع من الأمراض بما في ذلك عدوى كوفيد -19، أمراض الكلى المزمنة، القصور الوريدي المزمن، تصلب الجلد المجموعي وغيرها من أمراض النسيج الضام المصاحبة لمتلازمة الأوعية الدموية الطرفية، داء غرناويةوداء نشواني وحتى الرحلات الجوية الطويلة.[6][7]

## الفسيولوجيا المرضية

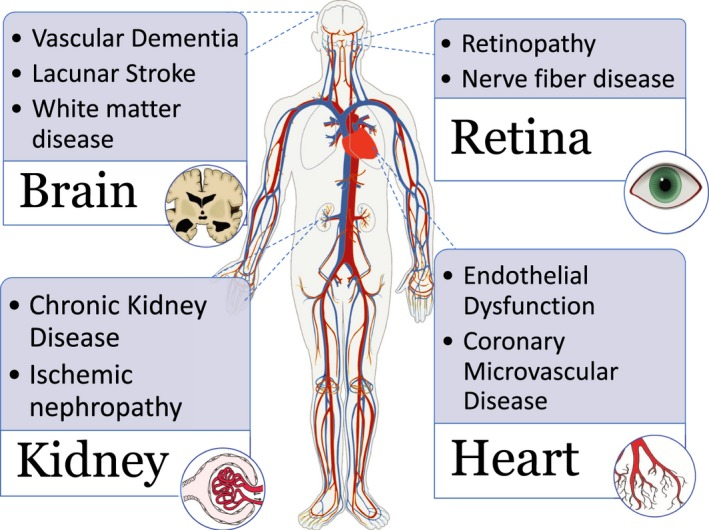
أمثلة على أمراض الأوعية الدموية الدقيقة

الهدف الرئيسي للأمراض الدموية الشعيرية هو البطانة، التي تلعب دورًا رئيسيًا في التوازن الوعائي. تتميز الآلية المرضية للأمراض الدموية الشعيرية في مختلف الأعضاء بخلل وظيفي بطاني، وتخفيف الشعيرات، وتجلطات مجهرية وإعادة تشكيل الأوعية الدموية الشعيرية.
اعتلال الأوعية الدموية الصغيرة السكري، وهو السبب الأكثر شيوعًا لاعتلال الأوعية الدموية الصغيرة، ينتشر بشكل أكبر في الكلى والشبكية والبطانة الوعائية لأن نقل الجلوكوز لا يتم تنظيمه بواسطة الأنسولين ولا يمكن لهذه الأنسجة إيقاف دخول الجلوكوز إلى الخلايا عندما تكون مستويات سكر الدم مرتفعة. من بين جميع الآليات الكيميائية الحيوية المعنية بالضرر الوعائي السكري مثل مسار البوليول [الإنجليزية] ونظام الرينين أنجيوتنسين (RAS)، يبدو أن مسار المنتجات النهائية المتقدمة للجليكوزيل [الإنجليزية] (AGEs) هو الأهم في الآلية المرضية وتطور مضاعفات الأوعية الدموية الصغيرة.
ارتفاع مستويات السكر في الدم بشكل مزمن يؤدي إلى ارتباط جزيئات السكر ببروتينات مختلفة، بما في ذلك الكولاجين واللامينين [الإنجليزية] وبروتينات الأعصاب الطرفية. هذه العملية، التي تسمى بالجليكوزيلية، تخلق منتجات نهاية تحللً متقدمة (AGEs). يؤدي تكوين AGEs إلى ترابط عرضي لهذه البروتينات، مما يجعلها مقاومة للتحلل. وهذا يؤدي إلى تراكم AGEs، و سماكة الغشاء القاعدي، وتضييق الأوعية الدموية، وتقليل تدفق الدم إلى الأنسجة، وإحداث إصابة نقص التروية.
بالإضافة إلى ذلك، فإن الإجهاد التأكسدي، الذي تسببه AGEs والمسارات الأخرى، يسبب موت الخلايا المبرمج للخلايا المحيطة بالشعيرات وخلايا الرجلاء في شبكية العين والكلى على التوالي، مما يؤدي إلى هشاشة جدار الشعيرات وزيادة تسرب الأوعية. ينتج عن هذا تورم موضعي (على سبيل المثال، استسقاء بقعي) وضعف وظيفة الأنسجة.

### أمراض الأوعية الدموية الصغيرة كاضطراب متعدد الأنظمة
اقترح بعض الباحثين أن تكون أمراض الأوعية الدموية الصغيرة اضطرابا يصيب عدة أجهزة، بمعنى أنها يمكن أن تؤثر على أعضاء متعددة في الجسم، بما في ذلك القلب والدماغ. يدعم هذا الأمر العديد من الدراسات التي تفيد بأن أمراض القلب أكثر شيوعًا عند المرضى الذين يعانون من أدلة مرضية على أمراض الأوعية الدموية الدماغية الصغيرة، والعكس صحيح.
يمكن أن تحدث أمراض الأوعية الدموية التاجية الصغيرة (CMDs) بسبب:
- التغيرات البنيوية، مثل إعادة تشكيل الأوعية الدموية وزيادة سماكة وتضخم جدران الشرايين الموجودة في اعتلال عضلة القلب التضخمي.
- التغييرات الوظيفية، مثل خلل البطانية الناجم عن الضرر التأكسدي كما في التدخين.
- التغيرات خارج الأوعية الدموية، مثل تضخم البطين الأيسر وارتفاع ضغط البطين الأيسر نتيجة تضيق الأبهر (AS).

من ناحية أخرى، يضم مرض الأوعية الدموية الصغيرة الدماغي (CSVD) مجموعة من الأمراض الوعائية التي تشمل CSVD المرتبط بتصلب الشرايين، حيث يسبب داء هيالين الدهني تضيق تجويف الشعيرات الدموية الواردة، و CSVD المرتبط بالنشويات الأميلويدية، والذي يتميز بتراكم رواسب بيتا أميلويد في الأوعية الدماغية الصغيرة والمتوسطة الحجم.
يتشابه التشريح الوعائي للقلب والدماغ من حيث توزيع الشرايين الرئيسية على سطح هذه الأعضاء، حيث تتحقق تروية الأنسجة من خلال الشرايين المغذية العميقة. تشترك كل من أمراض الشريان التاجي والأوعية الدموية الدماغية الدقيقة في بعض عوامل الخطر الشائعة مثل ارتفاع ضغط الدم. يظل السؤال بدون إجابة حول سبب إصابة بعض المرضى بالذبحة الصدرية الوعائية الدقيقة لاحقًا بالضعف الإدراكي الوعائي بينما لا يصاب بها البعض الآخر. تشمل الآليات الأساسية المحتملة الشيخوخة الوعائية المبكرة وتجمع عوامل خطر الأوعية الدموية التي تؤدي إلى تسارع خطر الإصابة بأمراض القلب والأوعية الدموية.

## التشخيص
يمكن تشخيص اعتلال الأوعية الدموية الصغيرة بناءً على المراقبة المباشرة للدورة الدموية الشعيرية، أو طرق التصوير الطبي (مثل التصوير بالرنين المغناطيسي)، أو الفحوصات التقليدية (مثل تنظير قاع العين لاعتلال الشبكية السكري)، أو إجراءات تشخيصية أخرى (مثل فحص مسحة الدم للكشف عن الكرية المنفلقة في اعتلالات الأوعية الدموية الصغيرة التخثرية).

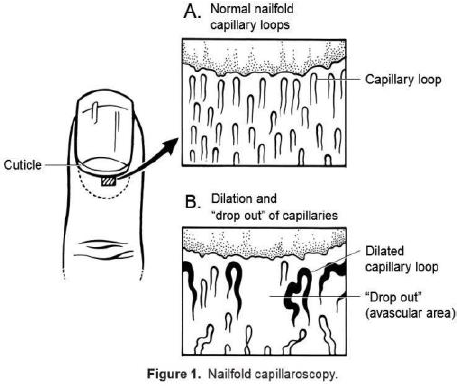
تنظير الشعيرات الدموية لثنية الأظافر

لتقييم الجوانب التشريحية والوظيفية للدورة الدقيقة المحيطية, حيث يتم إجراء تصوير الشعيرات بالفيديو عند طية الظفر، حيث يتم ترتيب الشعيرات مع المحور الطولي الموازي لسطح الجلد، بحيث يمكن فحصها على طولها بالكامل.
لم يتم استخدام تصوير الشعيرات بالفيديو عند طية الظفر (NVC) على نطاق واسع ليس فقط لدراسة اعتلال الأوعية الدموية الطرفية، ولكن أيضًا كنوع من "نافذة" على الخلل الوظيفي للشعيرات الدموية الجهازية. على الرغم من أن تطبيقه الرئيسي يقع ضمن أمراض النسيج الضام مثل تصلب الجلد المجموعي والتهاب الجلد العضلي، إلا أنه تم استخدامها في أمراض غير الروماتيزمية المصابة بالأوعية الدموية الصغيرة مثل داء السكري، وارتفاع ضغط الدم الأساسي، والإصابة بفيروس كوفيد-19.

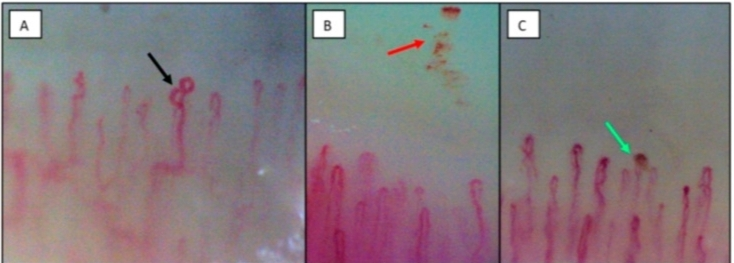
نتائج تنظير الشعيرات الدموية لدى المرضى المصابين بكوفيد-19 الخفيف a- حلقات مكبرة (السهم الأسود) b- نزيف صغير (السهم الأحمر)
c- التخثر الدقيق (السهم الأخضر)

التصوير المقطعي التوافقي البصري للأوعية (OCTA) هو نمط تصوير آخر يوفر تصورًا عالي الدقة لشبكة الشعيرات الشبكية ويمكن استخدامه لتقييم الدورة الدموية المجهرية في حالات مثل اعتلال الشبكية السكري. أظهرت العديد من الدراسات أن تقييم التغيرات الوعائية الدموية الشبكية باستخدام OCTA أو طرق أخرى مثل تصوير الأوعية بالفلوريسسين قد يعكس وظائف الأوعية الدموية المجهرية الجهازية كما هو الحال في المرضى الذين يعانون من مرض الأوعية الدموية التاجية المجهرية، أو أمراض الأوعية الدموية الدماغية الصغيرة، أو التصلب الجهازي (إمكانية اعتلال الأوعية الدموية الشبكية الصغيرة كعلاقة حيوية لتقييم حالة الأوعية الدموية الدقيقة للدورة الدموية الأخرى).
على عكس الدورة الدموية الشعرية للشبكية، لا يمكن تصوير الشعيرات التاجية التاجية بشكل مباشر. بدلاً من ذلك، يمكن استخدام عدد من الاختبارات المختلفة لقياس كمية الدم التي تتدفق عبر الشعيرات التاجية التاجية. يمكن استخدام هذه الاختبارات لتقييم مدى جودة عمل الشعيرات التاجية التاجية وتشخيص مرض الشعيرات التاجية الصغيرة. [5] وتشمل إجراءات غير جراحية مثل التصوير بالرنين المغناطيسي للقلب وإجراءات جراحية مثل سلك دوبلر داخل التاجي.
وبالمثل، يتم التعرف على CSVD عادةً في كل من التصوير بالرنين المغناطيسي (MRI) للدماغ والتصوير المقطعي المحوسب (CT)، ولكن التصوير بالرنين المغناطيسي يتمتع بحساسية وخصوصية أكبر. يشتمل التصوير العصبي لـ CSVD بشكل أساسي على تصور النمط الظاهري الشعاعي لـ CSVD مثل الاحتشاءات تحت القشرية الحديثة أو النزيف الدماغي المجهري (CMBs).

## العلاج
خيارات علاج اعتلال الأوعية الدموية الصغيرة يمكن أن تستهدف:
- الوقاية (على سبيل المثال، الحفاظ على مستوى جيد من السكر في الدم، وفحص اعتلال الشبكية والأعصاب واختبار وجود الألبومين في البول).
- السيطرة على الأعراض ومنع المزيد من التدهور (على سبيل المثال، مضادات الاكتئاب ثلاثية الحلقات والغابابنتين لعلاج اعتلال الأعصاب السكري).
- العلاج الدوائي (على سبيل المثال، مضادات الصفيحات (الأسبرين بجرعة منخفضة) وعلاج خفض الدهون (الستاتينات) لعلاج اعتلالات العضلات التاجية).
- تعديل النظام الغذائي ونمط الحياة (على سبيل المثال، اتباع نظام غذائي قليل البروتين في اعتلال الكلية السكري، والإقلاع عن التدخين، وفقدان الوزن، وتحسين التغذية، وممارسة الرياضة بانتظام).
- الإدارة المكثفة للحالات المصاحبة وعوامل الخطر (على سبيل المثال، التحكم الكافي في ضغط الدم والسكري والاضطرابات الأيضية المرتبطة بها وإدارة الدهون).
- إجراءات أخرى (على سبيل المثال، التصوير الضوئي التخليقي في المرضى الذين يعانون من اعتلال الشبكية السكري التكاثري الشديد).
- قد يستفيد الشباب المصابون بداء الأوعية الدموية الدماغية الصغيرة الواسع النطاق وعوامل خطر الأوعية الدموية التقليدية القليلة أو المعدومة من الاختبارات الجينية لتحديد أي اضطرابات جينية كامنة قد تساهم في حالتهم (بالنسبة لمرض فابري، يوجد علاج استبدال إنزيم).

فهم أفضل للآليات التي تؤدي إلى تلف الأوعية الدموية الصغيرة قد يرتبط بطرق علاجية جديدة، ستحتاج بعضها إلى إجراء المزيد من التحقيق حول سلامتها وفعاليتها. تشمل الأمثلة دوبيسيلات الكالسيوم [الإنجليزية] ومثبطات الألدوز المختزنة [الإنجليزية] في اعتلال الأوعية الدموية الصغيرة السكري ومضاد مستقبلات إندوثيلين [الإنجليزية] لارتفاع ضغط الدم الرئوي.